# Ivan Gergolet
Ivan Gergolet réalisateur et scénariste italien né en 1977 à Monfalcone. 

## Biographie
Ivan est diplômé du DAMS de l'Université de Bologne. En 2002, il fait partie des activistes qui créent OrfeoTV, la première chaîne de télévision de rue en Italie.
Il dirige également des laboratoires et des ateliers de cinéma dans des écoles, des universités et des prisons.

## Filmographie

### Courts métrages
- 2005 : Quando il fuoco si spegne
- 2005 : Akropolis
- 2009 : Polvere
- 2009 : La collezione di Medea
- 2010 : Ouverture
- 2011 : Making Archeo Films

### Long métrage
- 2023 : L'homme sans culpabilité[3]

### Documentaire
- 2014 : Dancing with Maria[4]